# Sony Xperia SL
Sony Xperia SL (модельний номер — LT26ii) — смартфон із серії Sony Xperia, розроблений компанією Sony, анонсований 20 серпня 2012 року. Його попередник — Sony Xperia S.

## Технічні характеристики

### Апаратне забезпечення
Смартфон працює на базі двоядерного процесора Snapdragon S3 (MSM8260) від Qualcomm, що працює із тактовою частотою 1,7 ГГц (архітектура ARMv7), графічний процесор — Adreno 220. Оперативна пам'ять — 1 Гб і вбудована пам'ять — 32 (користувачеві доступно 26 Гб, слот розширення пам'яті відсутній). Апарат оснащений 4,3-дюймовим (109,22 мм відповідно) екраном із розширенням 720 x 1280 пікселів, тобто із щільністю пікселів 342 (ppi), що виконаний за технологією TFT. В апарат вбудовано 12,1-мегапіксельну основну камеру, що може знімати Full HD-відео (1080p) із частотою 30 кадрів на секунду, і фронтальною 1,3-мегапіксельною камерою (720p, 30 кадрів на секунду). Дані передаються бездротовими модулями Wi-Fi (802.11a/b/g/n), Bluetooth 3.0, DLNA і NFC. Вбудована антена стандарту GPS + GLONASS. Весь апарат працює від Li-ion акумулятора ємністю 1750 мА·г, що може пропрацювати у режимі очікування 410 годин (17.1 дня), у режимі розмови — 8,25 годин, і важить 144 грам.

### Програмне забезпечення
Смартфон Sony Xperia SL постачається із встановленою Android Ice Cream Sandwich версії 4.0.4. Остаточне оновлення до версії 4.1.2. Також встановлено фірмовий користувацький Timescape UI.

## Критика
Ресурс PhoneArena поставив апарату 7 із 10 балів, сказавши, що «Sony пропонує у Xperia SL лише назначні покращення порівняно з Xperia S». До плюсів зараховано обсяг вбудованої пам'яті, камера, екран, дизайн, якість дзвінків, до мінусів — піхлий як на 4,3-дюймового пристрою, кути огляду екрану, реакція сенсорних клавіш.

### Відео
- Огляд Sony Xperia SL [Архівовано 27 вересня 2016 у Wayback Machine.] від PhoneArena (англ.)

### Огляди
- Огляд Sony Xperia SL [Архівовано 7 травня 2013 у Wayback Machine.] на сайті PhoneArena(англ.)